# Javad Khan

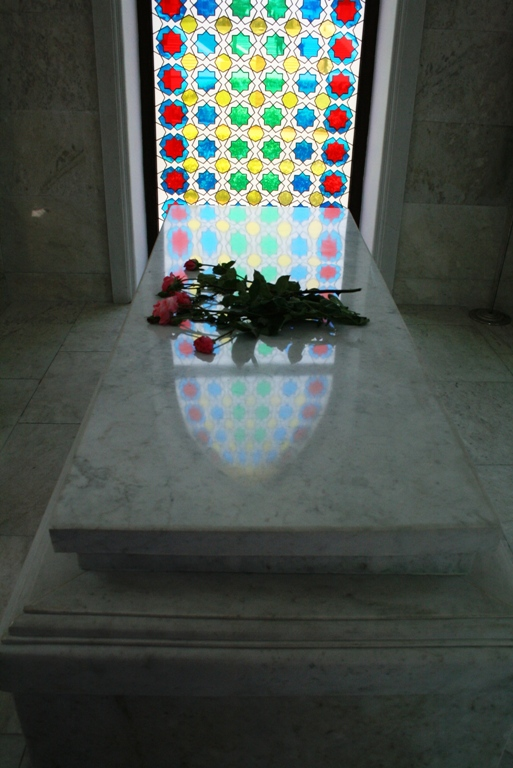
Grabmal Javad Khans

Javad Khan Ziyad oghlu Qajar († Januar 1804) war ein Mitglied des kaiserlichen Stammes der Kadscharen, Großkhan des Khanat Gandscha.
Während des Russisch-Persischen Krieges (1804–1813) widersetzte sich Javad Khan als einziger Khan der Khanate Nordwest-Persiens gegen den Russischen Zaren. Javad Khan zog mehrmals gegen ihn zu Felde. Im Januar 1804 wurde Javad Khan nach heftigen Kämpfen in seiner Festung zusammen mit seinen Söhnen durch Köpfen hingerichtet.

## Regentschaft
Während der Regentschaft von Khan Javad ab 1785 wuchs die wirtschaftliche und politische Bedeutung des Khanats. Bald führte es eine eigenständige Außenpolitik, die manchmal auf die persische abgestimmt war. Der Khan betrieb eine eigene Münze in Gəncə. 

## Vaterlandsheld
In Aserbaidschan wird Javad Khan als Volksheld gesehen.

## Filme
Während der Sowjetzeit gab es einen Film über Javad Khan und 2008 wurde ein Film gedreht mit dem Namen Cavad Xan.